# Юсуф бен Фируз
Сайф ад-Даула Юсуф бен Фируз (араб. يوسف بن فيروز‎; ум. 1136) — эмир на службе у Буридов Дамаска. По словам Камаль ад-Дина ибн аль-Адима, был любовником Зумурруд-хатун, вдовы Бури. Согласно Ибн аль-Асиру, Юсуф советовал Исмаилу казнить многих людей, что привело к вражде между Юсуфом и командиром мамлюков Базваджем. В 1136 году эмир Базвадж убил Юсуфа.

## Биография

### В правление Тугтегина (1104—1128) и Бури (1128—1132)
При Тугтегине и его сыне Бури Юсуф бен Фируз был хаджибом (камергером). Юсуф был доверенным лицом Бури. По словам Ибн аль-Каланиси, он «пользовался высочайшим почётом со стороны» Бури, который дал ему Пальмиру (Тедмур) в качестве фьефа (икта). Ибн аль-Асир писал, что Юсуф «имел огромную власть над разумом Бури и имел огромное влияние на него». В сентябре 1129 года Бури расправился с асассинами (батинитами), активное участие в этом принял и Юсуф, занимавший должность шихне (военного губернатора).

### В правление Исмаила (1132—1135)
В начале правления Шамс аль-Мулюка Исмаила Юсуф так же пользовался доверием. По словам Ибн аль-Асира, Юсуф имел на Исмаила такое же влияние, как и на Бури. Как писал Ибн аль-Каланиси, Исмаил «отдал принятие решений и контроль за состоянием дел в руки управляющего Юсуф бен Фируза, шихне Дамаска, полагаясь на него во все важных делах и полностью доверяя ему, открыто и тайно».
Однако вскоре Исмаил решил расправиться с Юсуфом. По словам хрониста из Алеппо Камаль ад-Дина ибн аль-Адима и Ибн аль-Асира, у Зумурруд-хатун (вдовы Бури и матери Исмаила) и Юсуфа была связь. Исмаил узнал об этом и хотел убить любовника матери, а, возможно, Зумурруд и сама не избегла бы наказания. Юсуф сбежал из Дамаска в Пальмиру, а она приказала своим охранникам убить Исмаила и присутствовала при убийстве, когда её сын молил о пощаде. Вместо Исмаила Зумурруд посадила на трон своего второго сына, Махмуда. С. Рансимен также полагал, что Зумурруд убила сына ради спасения себя и любовника. По словам Ибн аль-Асира, Юсуфа винили в плохих советах, которые он давал Исмаилу и в том, что он принимал участие в казнях и убийстве брата Исмаила Севинча.

### В правление Махмуда
По словам Ибн аль-Каланиси, Махмуд «занял трон брата в присутствии своей матери». Она вызвала Юсуфа бен Фируз в Дамаск и назначила его атабеком Махмуда.
Управлявший Химсом эмир Хумарташ опасался, что атабек Алеппо и Мосула Занги хочет захватить Химс, и обратился к Махмуду с просьбой взять Химс и его цитадель, а взамен дать ему любой другой город. Юсуф ибн Фируз участвовал в этих переговорах как посредник. Было решено, что Химс будет передан Махмуду, взамен Хумарташ получил Пальмиру. Махмуд со своими войсками пришёл в Химс и 29 ноября 1135 года город был передан ему. Махмуд оставил в Химсе сильный гарнизон и передал управление Химсом Юсуфу бин Фирузу.
По словам Ибн аль-Асира, между мамлюками, которыми командовал Базвадж, и Юсуфом были враждебные отношения. Они были недовольны тем, что Юсуф вернулся в Дамаск, и опасались, что Юсуф попытается уговорить Махмуда казнить своих противников. Юсуф вступил с ними в переговоры и поклялся не принимать никакого участия в государственных делах, однако не выполнил обещания. Зумурруд хотела назначить Юсуфа командующим армией, но Базвадж и ряд других эмиров обратились ней, настоятельно прося не делать этого. Весной 1136 года на площади Аль-Мусалла в Дамаске в присутствии Махмуда эмир Базвадж убил Юсуфа мечом и бежал в Баальбек. Юсуф был похоронен возле могилы своего отца.
По словам С. Рансимена, Юсуф был миролюбивым человеком.